# いつか離れる日が来ても
「いつか離れる日が来ても」（いつかはなれるひがきても）は、2008年4月23日に発売の平井堅の29枚目のシングル。発売元はDefSTAR Records。

## 解説
2008年発売のオリジナル・アルバム『FAKIN' POP』に収録されていた楽曲のシングルカット。平井堅のシングル曲の中で最も長い曲である。
ソニー・ピクチャーズエンタテインメント配給映画『あの空をおぼえてる』の主題歌に起用された。歌詞には、「あの空はおぼえている」というフレーズが織り込まれている。
ミュージック・ビデオ（PV）では、プライベートでも交流があるという女優・宮沢りえと共演を果たした。恋人同士の設定となっている。なお、宮沢りえが歌手のPVに出演するのは初めてのことであり、同じく平井がPVで著名人と共演したのも初めての試みとなった。

## 収録曲
| #  | タイトル                               | 作詞・作曲 | 編曲     | 時間 |
| -- | -------------------------------------- | ---------- | -------- | ---- |
| 1. | 「いつか離れる日が来ても」             | 平井堅     | 武部聡志 | 6:33 |
| 2. | 「いつか離れる日が来ても」(less vocal) |            |          | 6:33 |

## カバー
- 美吉田月（2008年、アルバム『LOVE GIFT～pure flavor extra～』に収録）